# Turc agémique
 (février 2023).
La mise en forme du texte ne suit pas les recommandations de Wikipédia : il faut le « wikifier ».
Les points d'amélioration suivants sont les cas les plus fréquents. Le détail des points à revoir est peut-être précisé sur la page de discussion.
- Les titres sont pré-formatés par le logiciel. Ils ne sont ni en capitales, ni en gras.
- Le texte ne doit pas être écrit en capitales (les noms de famille non plus), ni en gras, ni en italique, ni en « petit »…
- Le gras n'est utilisé que pour surligner le titre de l'article dans l'introduction, une seule fois.
- L'italique est rarement utilisé : mots en langue étrangère, titres d'œuvres, noms de bateaux, etc.
- Les citations ne sont pas en italique mais en corps de texte normal. Elles sont entourées par des guillemets français : « et ».
- Les listes à puces sont à éviter, des paragraphes rédigés étant largement préférés. Les tableaux sont à réserver à la présentation de données structurées (résultats, etc.).
- Les appels de note de bas de page (petits chiffres en exposant, introduits par l'outil «  Source ») sont à placer entre la fin de phrase et le point final[comme ça].
- Les liens internes (vers d'autres articles de Wikipédia) sont à choisir avec parcimonie. Créez des liens vers des articles approfondissant le sujet. Les termes génériques sans rapport avec le sujet sont à éviter, ainsi que les répétitions de liens vers un même terme.
- Les liens externes sont à placer uniquement dans une section « Liens externes », à la fin de l'article. Ces liens sont à choisir avec parcimonie suivant les règles définies. Si un lien sert de source à l'article, son insertion dans le texte est à faire par les notes de bas de page.
- La présentation des références doit suivre les conventions bibliographiques. Il est recommandé d'utiliser les modèles {{Ouvrage}}, {{Chapitre}}, {{Article}}, {{Lien web}} et/ou {{Bibliographie}}. Le mode d'édition visuel peut mettre en forme automatiquement les références.
- Insérer une infobox (cadre d'informations à droite) n'est pas obligatoire pour parachever la mise en page.

Pour une aide détaillée, merci de consulter Aide:Wikification.
Si vous pensez que ces points ont été résolus, vous pouvez retirer ce bandeau et améliorer la mise en forme d'un autre article.
Le turc agémique (autonyme : Türkī-yi ʿacemī), aussi appelé moyen azéri, est un chronolecte de l'azéri, une langue turcique actuellement parlée en Azerbaïdjan et dans des pays voisins, utilisé en Iran et dans le Caucase du Sud entre le XVe et le XVIIIe siècle. Il est devenu l'azéri littéraire à partir du XVe siècle, puis l'azéri moderne à partir du XVIIIe siècle. Le vieil azéri serait devenu le turc agémique au XIVe siècle. Son dialecte central était la lingua franca en Iran et dans le Caucase, et était parlé dans les États de Qara Qoyunlu, Aq Qoyunlu, ainsi que les empires Séfévides et Ottomans,,.

## Histoire
Le turc agémique est issu du vieux turc anatolien et fait partie de la branche occidentale des langues oghouzes. Cette langue se distingue au XVe siècle en Azerbaïdjan, dans l'est de l'Anatolie et en Iran. Elle se développe notamment sous les dynasties turques Aq Qoyunlu (1378-1503), Qara Qoyunlu (1374-1468), et en particulier durante la période safavide (1501-1736), dont la dynastie régnante était d'origine azérie. Sous ces dynasties, le turc agémique était utilisé à la cour et dans l'armée aux côtés du persan, et faisait office de lingua franca au nord, ainsi qu'au sud de l'Iran. Selon le turcologue suédois Lars Johanson, le turc agémique était également un koinè dans la région du Caucase et dans le sud-est du Daghestan, et était largement parlé à la cour et dans l'armée[précision nécessaire],,,,